# Viêm lợi
Viêm lợi là bệnh viêm nhiễm của lợi mà chưa có phá hủy mô. Viêm lợi và viêm quanh răng thường có sự tham gia của mảng bám gắn vào bề mặt răng, được gọi là viêm lợi do mảng bám.
Không phải mọi trường hợp viêm lợi đều tiến triển thành viêm quanh răng, nhưng viêm quanh răng luôn xảy ra sau viêm lợi.
Viêm lợi có thể hồi phục nhờ vệ sinh răng miệng tốt, tuy nhiên, nếu không điều trị, viêm lợi có thể tiến triển thành viêm quanh răng, khi đó viêm nhiễm ở lợi sẽ gây phá hủy mô và tiêu xương quanh răng. Viêm quanh răng có thể gây rụng răng.

## Triệu chứng

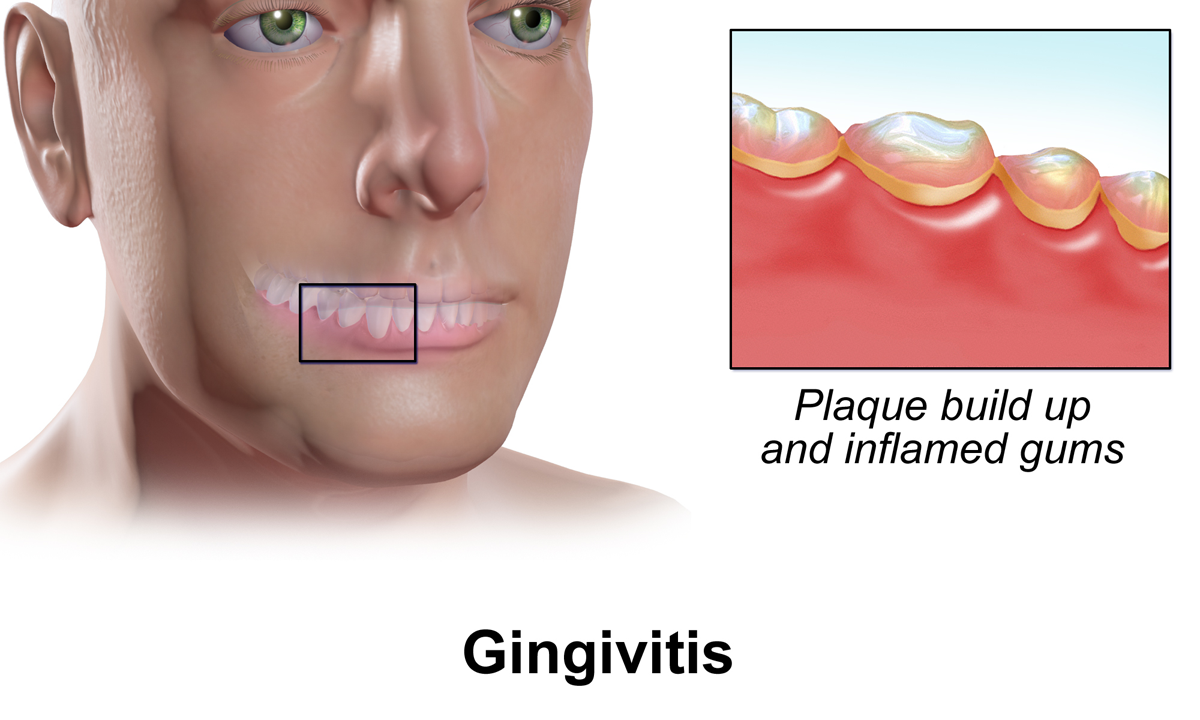
Viêm lợi

Triệu chứng của viêm lợi thường không điển hình và biểu hiện ở lợi với các dấu hiệu viêm kinh điển:
Sưng lợi
Lợi đỏ nhạt hoặc tím
Lợi chắc hoặc đau khi chạm.
Chảy máu lợi hoặc chảy máu sau khi đánh răng hoặc/và dùng chỉ nha khoa
Hội miệng

### Biến chứng
Viêm lợi tái diễn
Viêm quanh răng
Nhiễm trùng hoặc áp xe lợi hoặc xương hàm
Viêm lợi tiến triển nhanh (nhiễm khuẩn và loét lợi)
Sưng hạch
Liên quan đến sinh non và nhẹ cân.
Alzheimer và suy giảm trí nhớ
Một nghiên cứu từ năm 2018 cho thấy bằng chứng thuyết phục rằng vi khuẩn gây viêm lợi có thể liên quan với bệnh Alzheimer. Các nhà khoa học đồng ý rằng cần có nhiều nghiên cứu hơn để chứng tỏ nhận định này.. "Các nghiên cứu đã tìm ra vi khuẩn P. gingivalis – gây ra nhiều bệnh lý lợi – có thể di chuyển từ miệng đến não ở chuột. Khi vào đến não, P. gingivalis có thể gây các triệu chứng đặc trưng của bệnh Alzheimer."